# 'Ammit̠tamru III (V)
'Ammit̠tamru III (V) (... – 1213 a.C.) è stato un re di Ugarit.

## Biografia e regno
Salito al trono, 'Ammit̠tamru dovette fronteggiare una tentata usurpazione del trono da parte dei due fratelli Ḫišmi-šarruma e 'Abdi-šarruma, per cui vennero esiliati a Cipro con i loro beni.
Inizialmente ebbe un figlio con la principessa di Amurru, ma poi, quando venne in sposa a Tudhalya III, suo figlio non poté più essere designato erede.